# Domingo Hernández de Maceras
Domingo Hernández de Maceras fue un cocinero español que trabajó en diferentes oficios hasta llegar al cargo de cocinero en el Colegio Mayor de Oviedo en Salamanca, conocido por haber publicado Libro del arte de cozina (1607) en el que refleja la cocina española de los siglos XVI y XVII.

## Obra
En su obra titulada Libro del arte de cozina se puede encontrar un estudio de economía sobre la regencia del Colegio Mayor de Oviedo (Salamanca) y la forma de administrar la cocina del mismo. Su obra describe claramente la forma de alimentar a los estudiantes de aquella época. En él puede encontrarse la siguiente estructura:
- De principios de comida y cena, de invierno y verano.
- De los cortes de viandas.
- Libro primero: De los guisados de carnero: Capítulo 59.
- Libro segundo: parte la comida de sábados.
- Libro tercero: sobre los pescados y diferencias, huevos, platos de vigilia y potajes.

## Ediciones modernas
- " La alimentación en la España del Siglo de Oro", por María de los Ángeles Pérez Samper. Estudio sobre la alimentación en la España del Siglo de Oro, que se centra y reproduce íntegra la obra de Hernández de Maceras. La Val de Onsera, 1998.
- "Libro del arte de cozina", Ed. Santiago Gómez Laguna. Universidad de Salamanca. 1999.